# 茨木秀俊
茨木 秀俊（いばらぎ ひでとし、2004年6月8日- ）は、北海道札幌市出身のプロ野球選手（投手）。右投右打。阪神タイガース所属。
実弟は千葉ロッテマリーンズ所属の茨木佑太。

## 経歴

### プロ入り前
小学校2年生の時に手稲ヤングスターズで野球を始め、札幌市立手稲中学校在学時は硬式野球のクラブチームである札幌東シニアでプレーしていた。
地元の北海道を離れ、新潟の帝京長岡高等学校に進学した。自身の入学と同時に元プロ野球選手（投手）の芝草宇宙が監督に就任し、マンツーマンで指導を受けた結果、入学時は130km/hだった最速を147km/hまで伸ばした。3年夏はエースとして新潟県大会決勝まで勝ち上がり、日本文理と対戦。相手エース田中晴也との延長11回に及ぶ投手戦の末、サヨナラ負けを喫した。3年間で甲子園大会出場はなし。
2022年9月12日にプロ志望届を提出。その後10月20日に行われたドラフト会議にて、阪神タイガースから4位指名を受け、11月24日、契約金4000万円、年俸500万円で入団に合意した（金額は推定）。背番号は48。

### 阪神時代
2023年はウエスタン・リーグで12試合に登板。3勝3敗、防御率6.57という成績だった。
2024年は同期入団で同級生の門別啓人とともに春季キャンプを一軍で迎えたが、開幕は二軍スタートだった。ウエスタン・リーグでは先発ローテーションに定着し、22試合に登板して7勝4敗、完投1、防御率3.64という成績だったが、一軍昇格とはならなかった。オフに、ベースボール・マガジン社から「ビッグホープ賞」を受賞した。

## 投球スタイル
最速150km/hのストレートと、縦横2種類のスライダー、チェンジアップが武器で、西勇輝を目標としている。

## 詳細情報

### 背番号
- 48（2023年[7] - ）

### 登場曲
- 「We are the one」DOBERMAN INFINITY（2023年 - ）